# Gil Gonzales de Avilla
Gil Gonzales de Avilla (ur. ok. 1477, zm. 1524) – hiszpański gubernator, podróżnik i odkrywca, żeglarz, był pierwszym który dotarł na ziemie obecnej Nikaragui i przyłączył te ziemie do Hiszpanii. 
Gil Gonzales de Avilla był kuzynem gubernatora Panamy Pedro Ariasa de Ávila. W 1520 roku wszedł w spółkę z gubernatorem i uzyskał zezwolenie na zorganizowanie wyprawy wzdłuż brzegów Ameryki Środkowej. Jego zadaniem było odnalezienie przejścia na Morze Karaibskie i znalezienie złota. Wyprawa wyruszyła na czterech statkach, pod pilotażem Andreasa Nini. Dopłynęła do zatoki Nicoya, gdzie otrzymali złoto od miejscowego wodza i który przyjął chrzest. Tam też uzyskali informacje o bogatej krainie nad jeziorem, będącą pod władaniem wodza Nicarago. W 1523 roku, w marcu, Gil Gonzales de Avilla wraz z setką żołnierzy, dotarł do jeziora, gdzie na koniu w imieniu cesarza Karola V objął cały kraj. Nowe ziemie nazwał Nikaraguą, ochrzcił wodza i zrabował całe złoto. Po tych wydarzenia, w krótkim czasie musiał uciekać przed oddziałami Indian. 
W tym samym czasie pozostawieni marynarze pod wodzą Nina zbadali wybrzeża Nikaragui Salwadoru i Gwatemali, dotarli do Meksyku, Przesmyku Tehuantepec a następnie powrócili po oddział Avilla. 
W 1524 roku, po otrzymaniu nominacji na gubernatora, przybył do Hondurasu. Tam, na wschód od Jukatanu, założył osadę w pobliżu ujścia rzeki Montagua do Morza Karaibskiego, późniejszy port Borrios. W tym samym roku popadł w niewolę u Cristobala de Olid, który wystąpił przeciwko Cortezowi. Po przyłączeniu się de Avilla do zwolenników Corteza Olida został zgładzony. W tym samym roku zginął w trakcie wyprawy po pomoc do Meksyku.